# Arlit
Arlit je město v Nigeru. Leží v Regionu Agadez v Departementu Arlit v severní části země na pomezí mezi Saharskou pouští a pohořím Aïr asi 200 kilometrů jižně od hranice s Alžírskem. V roce 2012 ve městě žilo přibližně 80 tisíc obyvatel a šlo tak o 6. nejlidnatější město v zemi. 
Město bylo založeno v roce 1969 za účelem těžby uranu, který se nachází v bezprostředním okolí města. Dodnes je město typické zejména jako průmyslové centrum regionu, přičemž nejvýznamnější je zde právě těžební průmysl. Největších rozmach zdejší těžba uranu zažila v 80. letech 20. století, kdy až 40 % veškerého vytěženého uranu v zemi pocházelo právě z bezprostředního okolí Arlitu (přičemž uran tehdy představoval asi 90 % veškerého nigerského exportu). Většina zde vytěženého uranu putuje do přístavu v Cotonou v Beninu (kde je dále rozvážen do zemí celého světa), přičemž za tímto účelem byla dokonce vystavěna tzv. uranová dálnice. Těžba uranu v bezprostředním okolí města měla negativní dopad na životní prostředí v oblasti a místní obyvatelé trpěli také v důsledku nemocí způsobených radioaktivitou.
Kolem roku 2015 ve městě vznikla vojenská základna Spojených států amerických. Město je obsluhováno Letištěm Arlit. Panuje zde aridní podnebí. 